# Сакенг
Сакенг (англ. Sakeng) — одна з місцевих громад, що розташована в районі Мокотлонг, Лесото. Населення місцевої громади у 2006 році становило 2 850 осіб.